# Jazzkeller

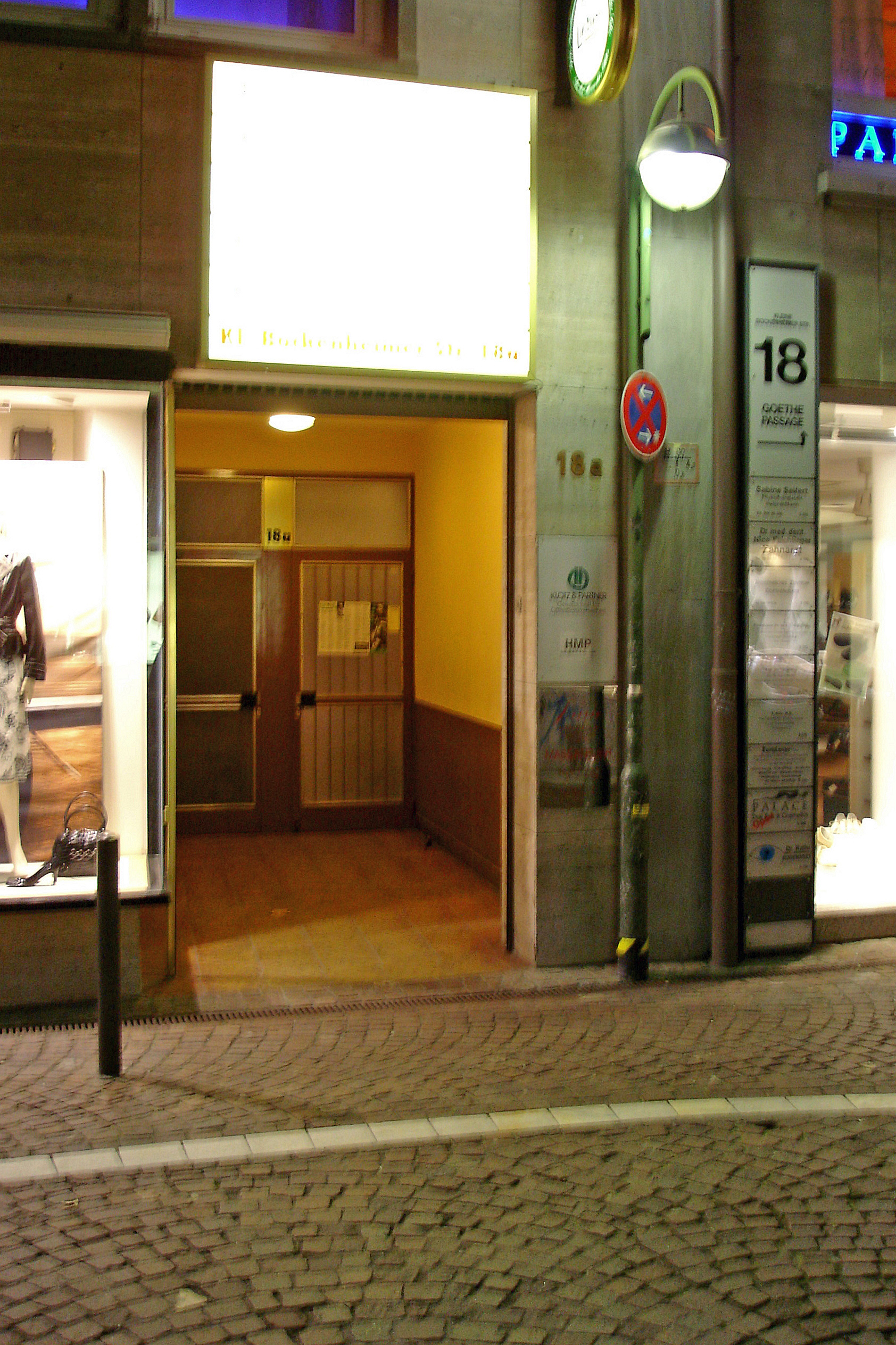
Jazzkeller, l'entrée

Le Jazzkeller est un club de jazz de Francfort-sur-le-Main fondé sous le nom de « Domicile du jazz » en 1952 par le trompettiste Carlo Bohländer.
Il est situé au sous-sol de la Kleinen Bockenheimer Straße Nr. 18a et est accessible par un escalier étroit de dix-neuf marches en pierre.